# Seester

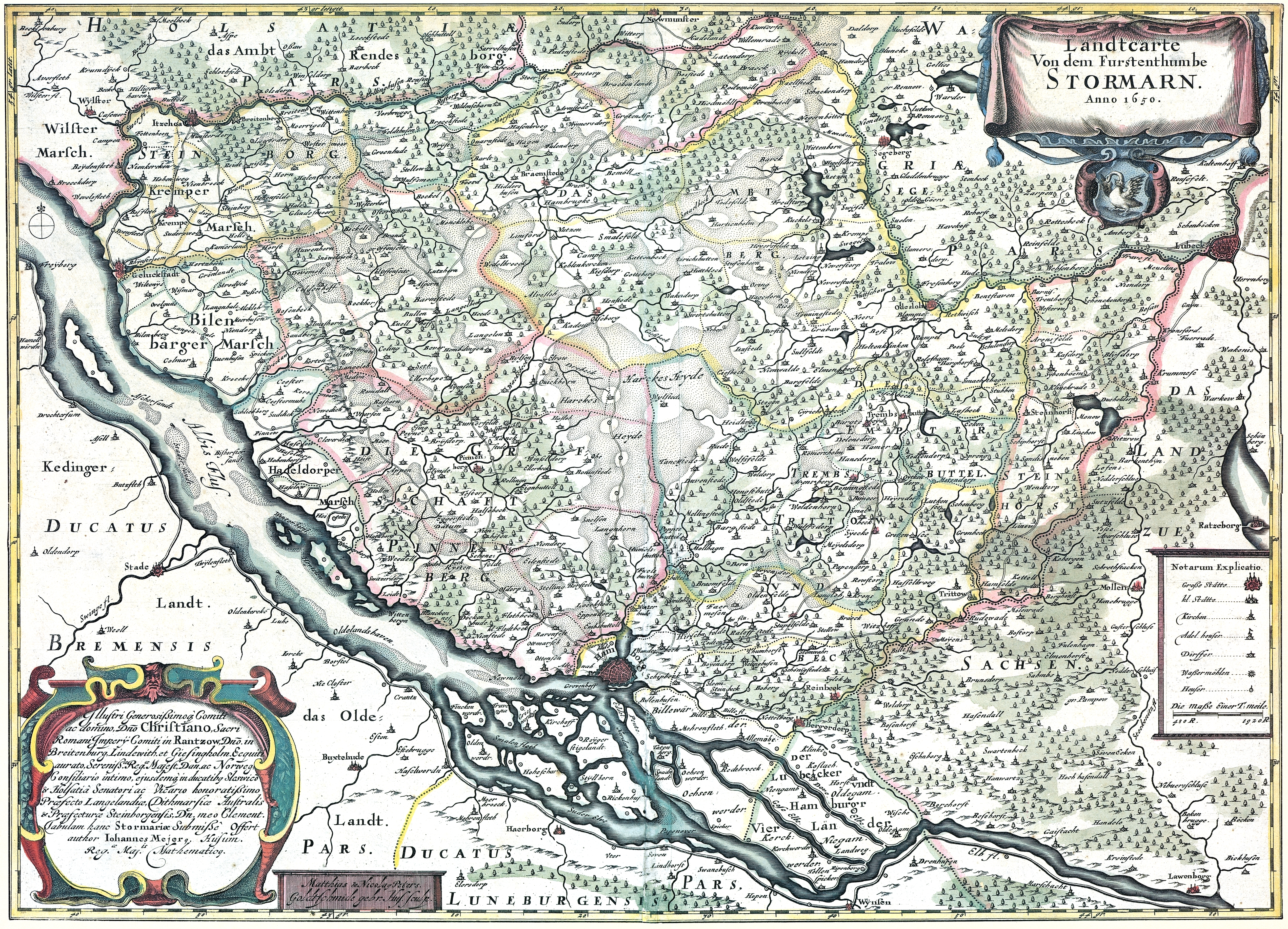
”Ceester” 1650, Landkarte Johannes Mejer

Seester ist eine Gemeinde im Kreis Pinneberg in Schleswig-Holstein.

## Geografische Lage
Die Gemeinde Seester liegt an der Krückau in der schleswig-holsteinischen Elbmarsch, genauer in der Seestermüher Marsch, im südlichen Kreis Pinneberg und gehört verwaltungstechnisch zum Amt Elmshorn-Land.

### Nachbargemeinden
Direkt angrenzende Gemeindegebiete von Seester sind:
| Neuendorf b. Elmshorn (Kreis Steinburg) | Raa-Besenbek                                | Elmshorn       |
|                                         | Kompassrose, die auf Nachbargemeinden zeigt | Klein Nordende |
| Seestermühe                             | Neuendeich                                  | Groß Nordende  |

## Gemeindegliederung
Zur Gemeinde Seester gehören die Ortsteile Seester, Seesteraudeich, Klein Sonnendeich, Groß Sonnendeich, Kurzenmoor und Finkenburg.
Mittelpunkt der Gemeinde ist der Ortsteil Seester mit seiner 1428 erbauten Kirche und den umliegenden historischen Gebäuden. Hier finden sich auch die meisten öffentlichen Gebäude und Plätze wie Gemeinderäume, Grundschule, Kindergarten, Feuerwehr, Kirche, Friedhof, Sportplatz und Turnhalle. Im Ortskern, auf einer ehemals landwirtschaftlich genutzten Fläche nordwestlich der Dorfstraße, ist zuletzt sind die Neubaugebiete „Zur Rönnwettern“ und „Vor dem Reth“ entstanden. Aktuell bemüht sich die Gemeinde aufgrund der hohen Nachfrage um die Ausweisung weiterer Bauflächen, wobei neben der ortsüblichen Einfamilienhausbebauung auch das im Rahmen eines Ortsentwicklungskonzepts vielfach von Bürgern geforderte, altersgerechte Wohnen sowie kleine Wohnungen für junge Menschen und Alleinstehende berücksichtigt werden soll.

## Geschichte
Der Ort ist benannt nach der Seesterau, der heutigen Krückau, und wurde erstmals in einer Urkunde aus dem Jahre 1141 erwähnt. Die ehemals sächsischen Siedlungen wurden in ihrer Entwicklung ganz wesentlich durch ins Land gerufene Siedler aus Friesland und den Niederlanden geprägt, die durch Deichbauten, Entwässerungssysteme und Schleusen das Land vor den Fluten des Elbe-Stromes sicher machten und fruchtbares Acker- und Weideland entstehen ließen.

### Umgemeindungen
Wisch und Köhnholz

Mit Gründung der preußischen Landgemeinden 1892 wurden der Flecken Köhnholz und der Wohnplatz Wisch der Landgemeinde Kurzenmoor (heute Gemeinde Seester) zugeschlagen. Wisch und Köhnholz verfügten bereits seit 1824 mit Lieth (Klein Nordende, heute z. T. zu Elmshorn zugehörig) über eine gemeinsame Schule. Nachdem diese bei einem Feuer am 13. März 1894 jedoch komplett zerstört wurde, musste der Schulbesuch der Kinder schnellstens geklärt und neu geregelt werden. Bei einer Besprechung der Kreis-Schulaufsichtsbehörde mit dem Schulverband und Vertretern des Elmshorner Magistrats im März 1894 wurde der Vorschlag diskutiert, die Kinder der Flecken Wisch und Köhnholz auf die Elmshorner Schule auf Klostersande (später Hafenstraße) zu schicken und für die Kinder aus Lieth einen neuen Schulstandort im eigenen Ort zu errichten. Der Weg zur bestehenden Schule nach Seester über die zum großen Teil noch nicht vollständig ausgebauten Straßen und Wege durch das Moorland erschien für die Kinder zu weit. Die Stadt Elmshorn jedoch stellte ihre Zustimmung nur unter der Voraussetzung in Aussicht, dass Wisch und Köhnholz auch politisch an Elmshorn übertragen würden. Hintergrund hierbei waren die erst wenige Monate zuvor im Januar 1894 unterzeichneten Verträge über den Standort der neuen Reit- und Fahrschule mit Rennbahn, die der überregional bedeutende Holsteiner Verband im Flecken Wisch (heute Westerstraße) errichten wollte. Die Aussicht, dieses Prestige-Objekt in der Stadt Elmshorn anzusiedeln, war für den Magistrat sehr verlockend. Als Gegenleistung erklärte sich Elmshorn bereit, einen beachtlichen Teil der Kurzenmoorer Gemeindeschulden in Höhe von 10000 Mark zu übernehmen. Durch den Beschluss des Bezirksausschusses in Schleswig wurde die Umgemeindung am 17. September 1894 genehmigt und Anfang Oktober 1894 rechtswirksam. Insgesamt 304 Hektar, 12 Ar und 51 Quadratmeter Fläche mit 247 Einwohnern und mehreren landwirtschaftlichen Betrieben wurden an die Stadt Elmshorn übertragen und wurden schließlich im Mai 1897 aus dem Kirchspiel Seester ins Kirchspiel Elmshorn umgepfarrt.
Kurzenmoor

Eine kleinere Fläche östlich der Straße Kurzenmoor zwischen dem Fuß- und Reitweg in Richtung Liether Wald und der Ortsgrenze zu Elmshorn wurde in den 1990er Jahren von der Gemeinde Seester an die Stadt Elmshorn übertragen. Hintergrund war die seinerzeit geplante Umsiedlung der Sportanlagen des Elmshorner Sportvereins FTSV Rasensport Elmshorn. Die Lage der alten Sportstätte inmitten eines Wohngebiets an der Wilhelmstraße brachte zum einen immer größer werdende Probleme mit der Lärmbelästigung für die Anwohner mit sich und bot dem zeitweilig in der Fußball-Oberliga spielenden Verein keinen Raum zur Erweiterung, zum anderen liebäugelte die Stadt schon lange mit dem bestehenden Sportgelände als Neubaugebiet. Aufgrund diverser Probleme und einer schwierigen Finanzlage sowie diversen Vereinsfusionen in Elmshorn und nicht zuletzt dem sportlichen Abstieg des heutigen FC Elmshorn wurde die Umsiedlung des Sportgeländes jedoch niemals durchgeführt.

### Bürgerentscheid zur Umbenennung der Gemeinde
Die Gemeinde wurde im Jahre 1991 nach einem Bürgerentscheid von Kurzenmoor in Seester umbenannt.
 Im Zuge der Gründung der preußischen Landgemeinden entstand aus den Bauerschaften und Flecken Groß- und Klein Sonnendeich, Seesteraudeich, Finkenburg sowie Kurzenmoor und Seester und die später an Elmshorn übertragenen Flecken Wisch und Köhnholz die Landgemeinde Kurzenmoor. Die einzelnen Ortschaften wurden zu Ortsteilen, der Name Kurzenmoor stand dabei nahezu 100 Jahre lang nicht nur für den Gemeindenamen, sondern auch für einen Ortsteil innerhalb der Gemeinde. Das Kirchspiel Seester existierte bereits lange zuvor und erstreckte sich nun über die Gebiete der Landgemeinden Kurzenmoor, Seestermühe, Teile von Neuendeich (Ortsteil Schlickburg) und zeitweise auch Teile von Elmshorn.
Da sich im 20. Jahrhundert ein Großteil des öffentlichen Lebens im Ortsteil Seester abspielte, wo sich auch sämtliche öffentlichen Einrichtungen und Gebäude wie Schule, Kindergarten, Turnhalle, Sportplatz, Gemeinderäume, Feuerwehr, Post und Bank befanden und befinden und viele Vereine und ortsansässige Firmen „Seester“ in ihrem Namen führten (u. a. Seester Süßmostkelterei oHG, Grundschule Seester, Seester Liedertafel von 1860 e. V.), bildete sich aus der Bevölkerung Ende der 1980er Jahre eine Gruppe heraus, die mit einer Unterschriftenaktion 1991 schließlich einen Bürgerentscheid initiierte. Dieser war erst der zweite seiner Art in Schleswig-Holstein, zumal eine Gesetzesänderung erst kurz zuvor diese Art der Mitbestimmung durch den Bürger überhaupt ermöglicht hatte. Die Befürworter der Umbenennung konnten sich in diesem mit 58,8 Prozent bei einer Abstimmungsbeteiligung von 80,2 Prozent durchsetzen. Der Bürgerentscheid in Seester stieß auch in den Medien auf ein großes Echo, so berichtete beispielsweise der NDR in einer Sondersendung in Radio und Fernsehen über das Geschehen und ließ in einer Diskussionsrunde Ortspolitiker, Gewerbetreibende und Bürger zu Wort kommen.

## Politik

### Gemeindevertretung
- SPD: 4
- CDU: 7

Ergebnis der Kommunalwahl vom 14. Mai 2023
| Partei | Prozent | Sitze |
| ------ | ------- | ----- |
| CDU    | 63,3 %  | 7     |
| SPD    | 36,7 %  | 4     |

In der Vergangenheit sind mit der „Wählerinitiative Seester-Kurzenmoor“ (WISK) und der „Freien Wählergemeinschaft Seester“ (FWS) zeitweise auch lokale Wählergemeinschaften zur Kommunalwahl in Seester angetreten und waren mit Abgeordneten im Gemeinderat vertreten. Die Geschäfte der formal noch existierenden WISK ruhen seit Längerem. Die fWS, die seit 2008 mit zwei Sitzen im Gemeinderat vertreten war, hat sich aufgrund eines Mitgliederentscheids 2015 aufgelöst, wobei eine Vertreterin in der Folge auf ihr Mandat verzichtete und der zweite Abgeordnete die Legislaturperiode bis 2018 als fraktionsloser Kandidat zu Ende brachte. Zu den Kommunalwahlen 2018 und 2023 sind lediglich die CDU und die SPD angetreten.

### Bürgermeister
Bürgermeister ist seit 2022 Hermann Stieler (CDU).

### Wappen
Blasonierung: „Von Silber und Grün nach Maßgabe des Profilschnitts eines Deiches geteilt. Oben ein linksgewendeter springender blauer Fisch (Köhler), unten ein aufgezäumter silberner Pferdekopf. Vor der flachen Kante des Deichprofils blau-silberne Wellen.“
Seit 1990 führt Seester dieses Gemeindewappen. Das doch recht ungewöhnliche Wappenbild gibt sowohl die frühere Erwerbssituation der Einwohner wieder (Fischerei und Landwirtschaft, hier besonders die Zucht der Holsteiner Pferde), als auch die Topografie der Gemeinde mit ihren schützenden Deichen an der Krückau. Die Farben weisen auf das Leben diesseits (grün) und jenseits (blau) des Deiches hin.

## Kultur, Sehenswürdigkeiten, Tourismus und TV

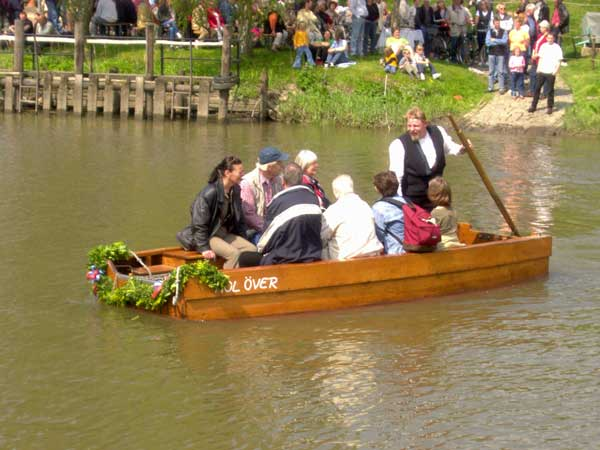
Fähre Kronsnest

Die Marschgemeinde ist ein beliebtes Ausflugsziel für Tagestouren der Bevölkerung aus den umliegenden Städten und Gemeinden, die mit dem Auto, dem Fahrrad oder zu Fuß die Schönheit der Marsch, vor allem während der Obstbaum- und der Rapsblüte im Frühjahr, erleben möchten. Sie können die Krückau mit der Fähre Kronsnest, der kleinsten handbetriebenen Fähre Deutschlands, nach Neuendorf (Kreis Steinburg) überqueren oder über die Sperrwerke in die Haseldorfer- oder Kollmar-Marsch gelangen. Mit der North Sea Cycle Route, dem Elberadweg und dem Ochsenweg führen drei überregional bekannte Radwanderstrecken durch das Gemeindegebiet. Die Krückau bildet die Nordgrenze der Gemeinde. Der Fluss und dessen Uferbereich sind Teil des europäischen NATURA 2000-Schutzgebietes FFH-Gebiet Schleswig-Holsteinisches Elbästuar und angrenzende Flächen. Teile der beiden Landschaftsschutzgebiete Pinneberger Elbmarschen und LSG des Kreises Pinneberg liegen im Gemeindegebiet.

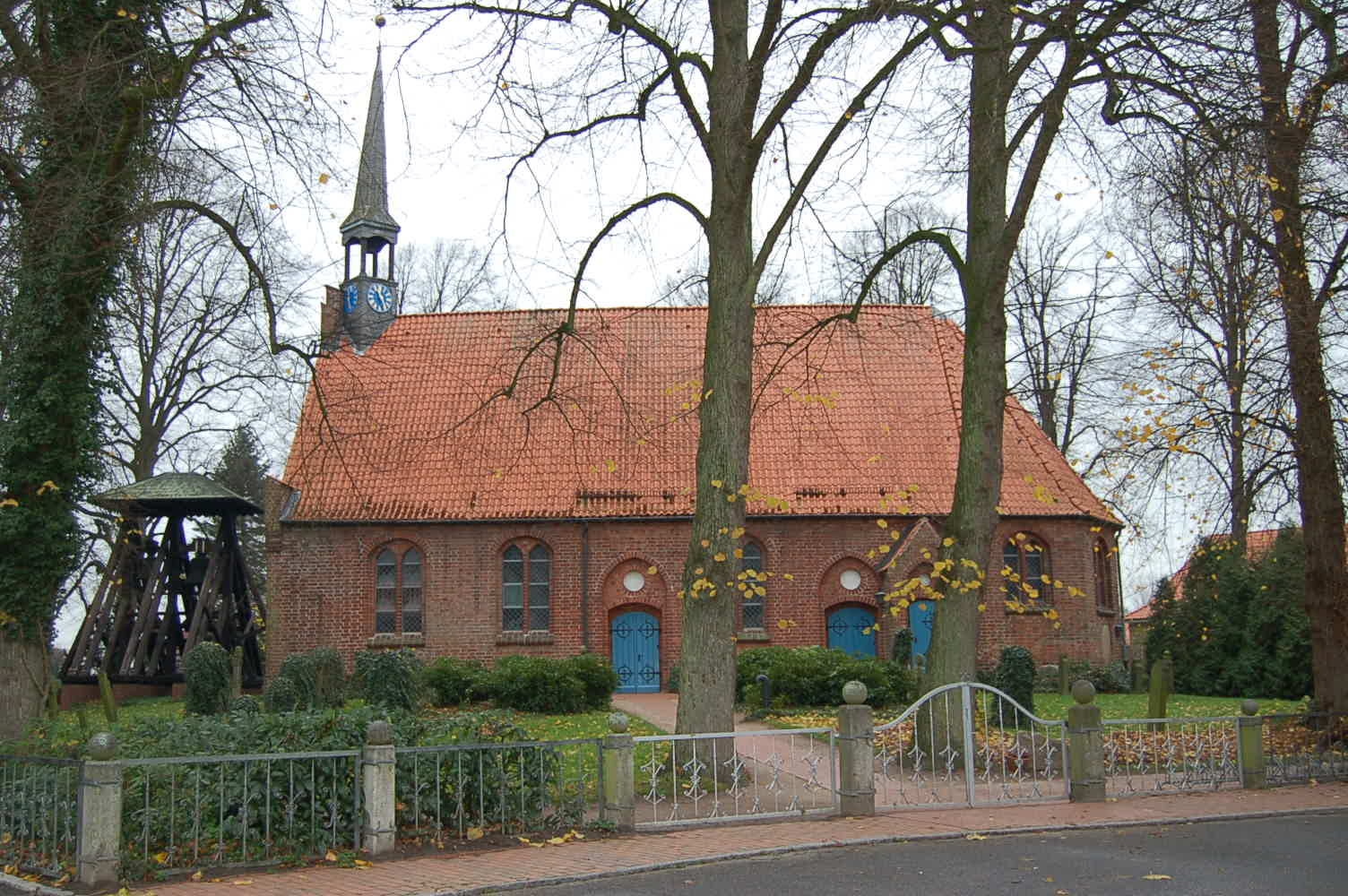
St.-Johannes-Kirche

Neben einer Fahrt mit der Fähre lohnt es sich auch, einmal in die St.-Johannes-Kirche mit ihrem freistehenden hölzernen Glockenstuhl in der Dorfstraße hineinzuschauen. Im Inneren des 1428 erbauten Gotteshauses bestechen der Barockaltar, die Kanzel von 1631 und der Armenblock (Opferstock) mit der Lazarusfigur aus den Jahren 1613/1656 durch ihre Schönheit.
Zum Gebäudeensemble der Kirche im Dorfkern gehören weiterhin das Pastorat, die alte Gaststätte (heute Kindergartengebäude und Kirchenbüro) und das Saalgebäude (Kirchensaal).
Im Dorfkern befinden sich auch einige öffentlich sichtbare Kunstwerke:
Vor dem Kirchensaal an der Kreuzung Dorfstraße/Twiete steht eine große Bronzeplastik Die große Ente, geschaffen von der Bildhauerin Elsa Maria Gerhardt, als Dauerleihgabe von deren Sohn Karsten Gerhardt aus Kiebitzreihe der Kirchengemeinde zur Verfügung gestellt.
Der Hufschmied Harald Piening hat ebenfalls einige Werke geschaffen. So steht vor seiner Schmiede in der Dorfstraße ein aus alten Hufeisen bestehender Schmied mit Amboss, an der Seitenwand hängen Die Spinne sowie mehrere Pferdedarstellungen. Neu hinzugekommen ist eine ebenfalls aus Hufeisen geschmiedete Plastik „Drei Welten“, die sich einander umkreisen.
Ein Großteil der Einwohner Seesters ist in den diversen, ortsansässigen Vereinen und Verbänden organisiert. Als größte Vereine seien hier der TSV Seestermüher Marsch v. 1924 e. V. als Breitensportverein, der Anglerverein Seester e. V., die Seester Liedertafel von 1860, die Interessensgemeinschaft der Bootsinhaber Seester e. V. als Wassersportverein, die Speeldeel ut de Masch e. V. (niederdeutsche Theatergruppe), diverse Musikgruppen und die Jagdgemeinschaft genannt. Auch der Ortsverein Seestermühe-Seester des Deutschen Roten Kreuzes sowie die Freiwillige Feuerwehr der Gemeinde Seester sind ehrenamtlich organisiert und die Kirchengemeinde bietet eine Reihe von Aktivitäten und Gesprächskreisen.
Neben der gemeindeeigenen Sportanlage mit Fußballplätzen und Laufbahn an der Grundschule, der Sporthalle des Schulverbandes und dem Saalgebäude der Kirchengemeinde, die von den Vereinen und Verbänden regelmäßig genutzt werden, existiert an der Krückau ein kleiner Bootshafen.
Auf einer Wiese an der Straße Kurzenmoor betreibt der Elmshorner Modellbauclub seit 1973 einen vom Ministerium für Wirtschaft und Verkehr des Landes Schleswig-Holstein zugelassenen Modellflugplatz. Kultureller Mittelpunkt ist das Ende 2014 eingeweihte Dorfgemeinschaftshaus am Schulsteig. Dieses steht den politischen Gremien, den örtlichen Vereinen und Verbänden sowie den Bürgerinnen und Bürgern der Gemeinde mit seinen bis zu 150 Sitzplätzen für Sitzungen, Versammlungen und Veranstaltungen zur Verfügung.
Verschiedene Orte in der Gemeinde Seester dienten 2010 als Kulisse für den Katastrophenfilm Restrisiko sowie 2012 für den vierten Teil des ZDF-TV-Krimis Stralsund mit dem Titel Tödliches Versprechen. Ein im Sommer 2015 für die ARD produzierter Spielfilm mit dem Titel Drei Väter sind besser als keiner ist ebenfalls an diversen Drehorten in Seester und unter Mitwirkung einiger Einwohner der Gemeinde als Komparsen entstanden und wurde im April 2016 erstmals im Ersten ausgestrahlt. Im September und Oktober 2018 fanden in Seester Filmaufnahmen für Folge  Dinge des Lebens der ARD-Kriminalfilmreihe Nord bei Nordwest statt, wobei sowohl die Straße Kurzenmoor als auch ein Gehöft an der Straße Holstendorf als Filmkulisse dienten. Die Erstausstrahlung erfolgte am 23. Januar 2020. Die im Februar 2025 in der ZDFmediathek, sowie auf ZDFneo ausgestrahlte Comedyserie, Einsame Herzen - Das Love Camp mit dem Comedian und Schauspieler, Freshtorge wurde auf einem zu einem "Eventhaus" umgebauten, ehemaligen Gehöft im Ortsteil Kurzenmoor gedreht.
Zudem ist Seester neben dem fiktiven Ort „Deichgraben“, Itzehoe, Hamburg und Drei Handlungsort im Kriminalroman Bluthaus der Autorin Romy Fölck und ebenso Handlungsort des Kriminalromans Elbfang der Autorin Nicole Wollschlaeger.

## Wirtschaft
Ehemals lebten die Bewohner der Gemeinde Seester hauptsächlich von der Landwirtschaft, der Viehzucht und der Fischerei. Heute hat sich dieses Bild stark gewandelt, so leben aktuell weniger zehn Familien von der Landwirtschaft und der letzte Fischereibetrieb beendete vor wenigen Jahren in Seester eine Ära.
Eine wichtige Rolle in der Gemeinde spielten auch die 1889 gegründeten Kurzenmoorer Ziegelwerke. Die Ruinen der alten, 1971 stillgelegten Ziegelei mit ihrem hohen Schlot sind noch bis September 2010 am Seesteraudeich gegenüber dem Hafen zu sehen gewesen, ehe sie aus Sicherheitsgründen abgerissen werden mussten.
Heute haben sich anstelle der traditionellen Betriebe eine Reihe neuer Firmen des Handwerks oder der Dienstleistung, aber auch Künstler angesiedelt. Bekannt ist beispielsweise die EisBahn Seester, ein mobiler Verkaufswagen im Stil eines Eisenbahnwaggons, der von einem optisch einer Lokomotive angeglichenen Traktor gezogen wird. Auch eine Pferdeklinik und eine Tierarztpraxis haben sich in Seester angesiedelt.
Bekannt ist die Seestermüher Marsch für ihren Obstanbau. Neben einigen Obsthöfen ist in Seester auch die Seester Süßmostkelterei ansässig. Mehrere Haupt- und Nebenerwerbsbetriebe der Landwirtschaft oder des Obstbaus bieten ihre Erzeugnisse als Direktvermarkter in Hofläden dem Kunden an.
Der Großteil der Bevölkerung jedoch fährt am Tage zur Arbeit in die umliegenden Städte wie Elmshorn, Pinneberg, Wedel oder aber nach Hamburg.

## Bildung
In der Gemeinde befindet sich ein evangelischer Kindergarten und eine Grundschule. Der Kindergarten wird durch die Ev.-luth. Kirchengemeinde Seester betrieben und von der Gemeinde Seester unterhalten. Die Grundschule wird durch den Schulverband Seestermüher Marsch von den Gemeinden Seester und Seestermühe betrieben. Neben diesen beiden Gemeinden ist die Grundschule Seester auch örtlich zuständige Grundschule für die Kinder der Gemeinde Neuendeich.
Weiterführende Schulen werden meist in Elmshorn besucht, seltener in Uetersen. Ebenso befinden sich diverse Fortbildungsmöglichkeiten wie Volkshochschule, Berufsbildungsstätte etc. und Privatschulen in Elmshorn.

## Persönlichkeiten
- Heiko Hell (* 1980), Leistungsschwimmer, mehrfacher Deutscher Meister und zweifacher Olympiateilnehmer, wuchs in Seester auf und lebt mit seiner Familie bis heute dort.
- Karl Hermann Reimers (1872–1934), evangelisch-lutherischer Theologe und Publizist
- Wolfgang Sieg (1936–2015), niederdeutscher Schriftsteller, lebte viele Jahre in der Gemeinde und verfasste in einem ruhig gelegenen, ehemaligen Bauernhaus zahlreiche seiner Werke.
- Frank Suplie (1956–2002), deutscher Journalist, lebte bis zu seinem Tod in Seester.
- Martin Stahlberg (* 1985), deutscher Fußballspieler, lebte in Seester und begann seine sportliche Karriere in den Jugendmannschaften des TSV Seestermüher Marsch.

## Ehrenbürger
- Uwe Hell (* 13. September 1934; † 8. August 2010), Träger der Freiherr-vom-Stein-Medaille, wurde am 11. September 2008 aufgrund seines insgesamt mehr als 40-jährigen ehrenamtlichen politischen und gesellschaftlichen Engagements von der Gemeinde Seester zum Ehrenbürgermeister ernannt. Hell war unter anderem von 1978 bis 2008 30 Jahre lang Bürgermeister der Gemeinde Seester, von 1974 bis 1994 20 Jahre lang Abgeordneter im Pinneberger Kreistag, von 1990 bis 1994 Amtsvorsteher des Amtes Elmshorn-Land sowie 25 Jahre lang Vorsteher des Schulverbandes Seestermüher Marsch.
- Claus Hell (* 20. Juni 1947; † 14. April 2023[17]) wurde am 10. Juni 2022 aufgrund seines mehr als 40-jährigen, ehrenamtlichen politischen und gesellschaftlichen Engagements von der Gemeinde Seester zum Ehrenbürgermeister ernannt. Hell war unter anderem von 1978 bis 2022 Gemeindevertreter sowie von 2008 bis 2022 Bürgermeister in Seester. Zudem war er als Vorsitzender des Hauptausschusses und als erster stellvertretender Amtsdirektor des Amtes Elmshorn-Land sowie rund 30 Jahre lang im Vorstand des Deich- und Sielverbandes u. a. als stellvertretender Oberdeichgraf tätig.[18]